# Ławy (Łosice)
Pour les articles homonymes, voir Ławy.
Ławy (prononcé en polonais : [ˈwavɨ]) est un village polonais de la gmina de Huszlew dans la powiat de Łosice de la voïvodie de Mazovie dans le centre-est de la Pologne.
Il se situe à environ 6 kilomètres au nord de Huszlew (siège de la gmina), 8 kilomètres au sud-est de Łosice (siège de la powiat) et à 125 kilomètres à l'est de Varsovie (capitale de la Pologne).
Le village possède une population de 83 habitants en 2010.

## Histoire
De 1975 à 1998, le village appartenait administrativement à la voïvodie de Biała Podlaska.